# Terranigma
Terranigma (jap. 天地創造, Tenchi Sōzō, wörtlich: Erschaffung von Himmel und Erde) ist ein Videospiel und Genremix aus Action-Adventure und Rollenspiel in einem Fantasy-Szenario. Es erschien am 20. Oktober 1995 in Japan und am 19. Dezember 1996 in Europa für das Super Nintendo Entertainment System.

## Hintergründe
Zum Zeitpunkt der Veröffentlichung von Terranigma stand der Nachfolger des SNES, das Nintendo 64, kurz vor der Veröffentlichung in Europa und auch die Konkurrenten Sony PlayStation und Sega Saturn lösten die 16-Bit-Konsolen bereits auf dem Videospielemarkt ab. Terranigma erschien daher als eines der letzten großen Rollenspiele für das SNES in Europa.
Terranigma ist eines der wenigen Super-Nintendo-Spiele, das zwar in Europa, aber nicht in Nordamerika veröffentlicht wurde.
Während bei anderen Rollenspielen in der Regel die Welt zu retten ist, muss sie bei Terranigma erst wieder erschaffen werden. Die Musik des Spiels wurde von Miyoko Kobayashi und Masanori Hikichi komponiert, die den wichtigsten Figuren und Orten des Spiels eigene Erkennungsmelodien gaben.
Terranigma ist eine Mischung aus Rollenspiel und Action-Adventure, die Entwickler haben aber auch Elemente des Genres Wirtschaftssimulation mit eingebaut. So hat man beispielsweise die Möglichkeit, Dörfern und Städten bei der Entwicklung zu helfen. Die deutsche Übersetzung erfolgte durch das Club-Nintendo-Magazin unter der Leitung von Claude M. Moyse.

## Handlung
Das Spiel ist in vier Kapitel aufgeteilt.

### Kapitel 1: Versunkene Kontinente
Der Protagonist des Spiels ist ein Jugendlicher namens Ark (engl. für Arche), der in Krysta lebt, einem abgeschiedenen Dorf in der Unterwelt. Als eines Tages der Dorfälteste einen Spaziergang unternimmt, vereinen sich die Jugendlichen, um aus Neugier eine Tür aufzubrechen, von der ihnen vom Dorfältesten untersagt wurde, sie jemals zu öffnen. Als sie von der anderen Seite der Tür eine Stimme vernehmen, die um „Befreiung“ bittet, bekommen sie es mit der Angst zu tun und flüchten. Nur Ark steigt die dunklen Stufen hinab, bis er eine leuchtende, rotierende Truhe entdeckt, die sich bei seiner Berührung öffnet und ein Wesen namens Fluffy freigibt.
Seine Bekannte Melina erscheint hinter ihm und fragt, was er hier mache, erstarrt dann aber plötzlich wie alle anderen Bewohner Krystas, mit Ausnahme von Ark und dem Dorfältesten, zu Eis. Der Dorfälteste erklärt, dass Ark dies nur rückgängig machen könne, wenn er die Prüfungen der fünf Türme bestehe. Nachdem Ark die Prüfungen bestanden hat, gibt ihm der Dorfälteste die Aufgabe nun die Oberwelt zu bereisen, um dort alles Leben wiederherzustellen.

### Kapitel 2: Fauna und Flora
Ark beginnt in Südamerika. Dort rettet er den Sonnenbaum Ra, den Ursprung aller Pflanzen. Anschließend bricht er nach Nordamerika auf, um die Vögel und den Wind zu befreien. Diese bringen ihn dann nach Afrika, wo er die restlichen Tiere befreit. Schließlich reist er nach Asien, um die Menschheit wiederzuerwecken.

### Kapitel 3: Licht und Schatten
Ark setzt seine Reise weiter nach Europa fort. Er begleitet die menschliche Zivilisation an einigen entscheidenden Punkten, z. B. rettet er den Erfinder des Flugzeugs. Im Laufe seiner Reise kommt Ark dem wahnsinnigen Wissenschaftler Beruga auf die Spur, der ein Mittel für Unsterblichkeit erfunden hat. Dieses Mittel will er nur Menschen verabreichen, die seiner Meinung nach „wichtig“ sind, den Rest will er mit Hilfe eines von ihm entwickelten Virus umbringen – wie er es schon einmal getan hat.
Als Ark Beruga aufhalten will, wird er niedergestreckt. In einer Vision erscheint der Dorfälteste vor Ark und sagt, dass er seine Aufgabe erfüllt habe und nun in Ewigkeit ruhen könne. Ark erkennt nun, dass er nur benutzt wurde, wird jedoch von seinen Freunden gerettet, bevor ihn der Tod einholen kann. Um Beruga aufzuhalten, setzt er fünf Mondsteine in einen Schrein am Südpol ein. Eine Figur erscheint vor Ark. Sie erklärt, dass er ein legendärer Held sei, der das Gleichgewicht der Welt wahre. Da Ark jedoch nur der dunkle Aspekt dieses Helden ist, wird er von der Figur, dem Lichtaspekt seiner selbst, getötet.

### Kapitel 4: Wege des Schicksals
Ark wird als wahrer Held wiedergeboren. Er stellt sich Beruga und vereitelt dessen Pläne, doch es wird klar, dass auch Beruga nur eine Marionette einer finsteren Macht war, die aus der Unterwelt heraus wirkt. Also begibt sich Ark zurück in die Unterwelt, um sich dieser Macht endgültig zu stellen. Es stellt sich heraus, dass der Dorfälteste von Krysta eine materielle Inkarnation von Ragnara ist und somit die finstere Macht aus der Unterwelt verkörpert.
Nachdem Ark die unterschiedlichen Formen des Gottes der Unterwelt (Agarack und Ragnara) endgültig besiegt hat, erscheint Fluffy, um sich bei Ark für die gemeinsame Reise zu bedanken und sich zu verabschieden, da er sich nun wieder schlafen lege, bis der nächste Auserwählte seine Truhe öffnen werde.
Nachdem Fluffy verschwunden ist, berichtet ihm Divina, die Göttin der Oberwelt, dass nun nach der Niederlage Ragnaras die Zerstörung von Krysta und der Unterwelt einsetze und sich die Oberwelt endlich erholen könne. Sie erzählt Ark, dass er durch die Macht des Bösen erschaffen, aber durch die Macht des Guten wiedergeboren worden sei und so das Blut Ragnaras und Divinas vereine, doch da seine Aufgabe nun erfüllt sei, werde auch sein Körper bald schwinden. Ark wird nachdenklich, lässt Melina aber unwissend darüber, dass Krysta bald verschwinden werde.
Er betrachtet ein letztes Mal seine Heimat Krysta und legt sich dann schlafen. Im Traum erscheint ihm die Melina aus der Unterwelt und beichtet, dass sie ihn als Baby in Storkholm töten wollte, da in Krysta nur das Wort des Dorfältesten zählte und dieser es befahl. Sie erkannte dann aber das Böse im Dorfältesten. Sie verspricht Ark, dass das Schicksal sie zusammenführen werde und sie sich bald wiedersehen würden. Daraufhin fällt Ark in einen noch tieferen Schlaf und träumt seinen letzten Traum: Er fliegt als freier Vogel über die Welt. Nach Mitternacht klopft es mehrmals an Melinas Tür, bis sie diese öffnet...

## Hauptfiguren
- Ark (アーク, Āku) lebt seit dem Verschwinden seiner Eltern beim Dorfältesten. Er neigt dazu, anderen Streiche zu spielen, was ihn schon oft in Schwierigkeiten bringt. Den Großteil seiner Freizeit verbringt Ark mit seiner Freundin Melina in Krysta (japanisch クリスタルホルム, Kurisutaruhorumu für Schwedisch Kristallholm). Ark ist der spielbare Hauptcharakter.
- Melina aus Krysta (エル, Eru, von engl. Elle) ist die Freundin von Ark und arbeitet in einer Weberei. Ihre strenge Mutter bewacht sie, damit Ark sie nicht zu Dummheiten anstiftet. Sie stammt wie Ark aus der Unterwelt und folgt ihm später in die Oberwelt.
- Der Dorfälteste (長老, chōrō) ist der Dorfvorsteher von Krysta. Er lehrte Ark die wichtigen Dinge des Lebens, versucht ihn mit seiner Weisheit auf den richtigen Weg zu bringen und gab ihm die Aufgabe die Oberwelt wiederzuerwecken. In Wirklichkeit ist er jedoch Ragnara.
- Ragnara (Dark Gaia, ダークガイア, Dāku Gaia), ist die Manifestation des Bösen und der Gott der Unterwelt. Er war für die erste Zerstörung der Erde verantwortlich und versucht nun, die neu belebte Erde gänzlich unter seine Kontrolle zu bringen.
- Divina (von lat. divina, „göttlich“) ist das Gegenstück zu Ragnara. Sie ist die Göttin der Oberwelt und berichtet Ark nach der Niederlage Ragnaras von der nun einsetzenden Vernichtung der Unterwelt.
- Fluffy (ヨミ, Yomi; Fluffy von engl. "fluffy"; „flauschig“) lebte Jahrtausende in einer Truhe (engl. Box of Pandora), bis Ark deren Siegel brach. Seitdem begleitet Fluffy Ark auf seiner Reise. Nach und nach erhält Ark immer mehr Informationen über das mysteriöse Wesen. Am Ende des Spiels stellt sich heraus, dass Fluffy die Urform aller Lebewesen und der Letzte seiner Art ist. Yomi ist auch der Name der Unterwelt bzw. des Landes der Toten im Shintō.
- Ma-Jo (メイホウ, Meihō) ist ein alter, weiser und weitgereister Mönch. Außerdem ist er der Großvater von Mei-Lin. Ark begegnet ihm in Lhasa. Ma-Jo besitzt die Gabe der Voraussagung.
- Mei-Lin (メイリン, Meirin) lernt Ark in der Geisterstadt Luran (ロウラン, Rōran für chin. Loulan) kennen, wo einst ihre Eltern lebten, bis sie starben. Mei-Lin ist die Enkelin von Ma-Jo und besitzt die Fähigkeit, Illusionen zu erschaffen. Bis sie Ark trifft, ist sie sehr einsam und hat nur ihren Hund Deppi und ihren Großvater Ma-Jo. Mei-Lin und Ark freunden sich an und Mei-Lin hilft ihm mehrmals weiter. Sie verliebt sich in Ark, doch als dieser wegen seiner Liebe zu Melina die Liebe von Mei-Lin nicht erwidert, bekommt Mei-Lin einen Wutanfall und die Freundschaft der beiden wird sehr belastet.
- Fyda (フィーダ, Fīda) ist eine Schwertkämpferin, die beauftragt wurde, das Leben von Melina aus Storkholm zu beschützen. Ark lernt sie in der Stadt Loire kennen.
- Roy (ロイド, Roido, von engl. Lloyd) ist ein mysteriöser Schwert-Kämpfer, der immer ruhig bleibt. Ark trifft ihn zum ersten Mal im Schloss von Loire. Später begegnen sie sich an verschiedenen Orten. Roy war früher Söldner.
- Melina aus Storkholm ist die Oberwelt-Doppelgängerin von Melina aus Krysta. Ark begegnet ihr zum ersten Mal im Thronsaal von Schloss Loire, wo sie stumm neben dem König sitzt. Seit dem Tod ihrer Eltern durch die Hand des Königs sprach sie kein Wort mehr, bis ihre Blockade durch eine von Mei-Lins Illusionen gebrochen wird.
- Perry (ペルル, Peruru) ist ein Junge, den Ark in der Stadt Liberita kennenlernt. Perry fährt für sein Leben gern Skateboard. Mit dieser Fähigkeit kann er Ark des Öfteren helfen. Perry arbeitet in einem Waisenhaus.
- Beruga (ベルーガ, Berūga) ist ein Wissenschaftler, der einst den Nobelpreis für Biotechnologie gewann. Seitdem widmet er sich den Forschungen zur Unsterblichkeit. Zum Erlangen seiner Ziele ist er auch bereit zu töten.
Ark begegnet Beruga zum ersten Mal in seinem Labor in der Nähe der Stadt Devota (グランドモスク, Gurando Mosuku für engl. Grand Mosque, „Große Moschee“; Devota von lat. devotio, „Gottergebenheit“), wo Beruga als Gott verehrt wird. Er unterhält zusätzlich noch einen Laborturm und ein Luftschiff in Ost-Sibirien. Beruga ist dem Mittel zur Unsterblichkeit sehr nahe, doch plant er nur jene unsterblich zu machen, die seiner Meinung nach wichtig sind. Es stellt sich auch heraus, dass Beruga für das Aussterben der Erde (vor dem Einsetzen der Spielhandlung) durch ein von ihm entwickeltes Virus verantwortlich und eine Marionette von Ragnara ist.
- Fluffy der Oberwelt wird der neue Begleiter Arks, nachdem der Fluffy der Unterwelt versuchte ihn zu töten. Er übernimmt die Erinnerungen an Arks Reise vom Fluffy der Unterwelt und überreicht Ark die „Waffen des Helden“ (Terralanze und Enigmapanzer) um Beruga zu besiegen.

## Schauplätze
Das Spiel findet in zwei Welten statt, genannt Unterwelt und Oberwelt.

### Unterwelt
In der Unterwelt befinden sich überall Kristalle sowie sechs Dungeon-Türme und das ganze ist umringt von Lava. Es gibt nur ein einziges Dorf namens Krysta. Es sieht sehr idyllisch aus, mit Wiesen, Bäumen und einem kleinen Fluss. Über Krysta liegt der Kristallnebel, der aus dem Material besteht, aus dem alles Leben geschaffen wird und in das alles Leben wieder übergeht, um zu neuem Leben geformt zu werden.

### Oberwelt
Die Oberwelt in Terranigma stellt die reale Erde dar, wobei einige Orte andere Namen tragen. So heißt zum Beispiel das Himalaya-Gebirge im Spiel Eklemata, Shanghai oder eine andere chinesische Stadt wird zu Yamei (ユンコウ, Yunkō), Chicago zu Seeheim (ニアレイク, Nia Reiku für engl. Near Lake) usw.
In der Oberwelt kann Ark später auch Dörfer und Städte betreten. Dort kann er sich ausruhen, Gegenstände kaufen und die Bewohner ansprechen. Der Spieler kann an bestimmten Punkten die weitere Entwicklung der Spielwelt beeinflussen. So kann nach Einführung der Demokratie in Loire der Spieler mit der entscheidenden Stimme bei der Bürgermeisterwahl zwischen dem engagierten und progressiven Kandidaten Jean und dem unerfahrenen und konservativen Kandidaten Louis wählen. Nur unter Jean als Bürgermeister wird sich Loire im weiteren Spielverlauf zu einer größeren Stadt entwickeln. Bei anderen Städten kann deren Entwicklung durch Tourismus gefördert werden. Hierzu muss man im Spiel Fotos der Städte machen und diese an die Tourismusbüros in den Städten weitergeben.
Seeheim kann nach dessen großem Brand (vgl. Großer Brand von Chicago) durch das Sammeln von Spenden wichtiger Personen des Spiels wieder aufgebaut werden. Später kann man auch dafür sorgen, dass Flughäfen gebaut werden, wodurch neue Orte erschlossen werden können und das Reisen zu bestimmten Orten deutlich weniger Zeit in Anspruch nimmt.

## Spielmechanik
Das Spiel wird aus der Vogelperspektive gesteuert. Der Spieler kann in weiten Teilen des Spiels eine freie Welt erkunden (zu Fuß, mit einem Schiff, per Flugzeug oder auch mithilfe von Vögeln). Das Spiel teilt sich dabei in eine Weltkarte und Gebietskarten, die sich auch durch die Verwendung unterschiedlicher Grafikdarstellungen sichtlich unterscheiden (2D Tiles für die Gebietskarten und Texture-Mapping Mode 7 für die Weltkarte).
Neben der Verfolgung des Haupthandlungsstrangs kann man auch weitere Nebenaufgaben erledigen, um zum Beispiel eine bessere Ausrüstung zu kriegen. Teilweise sind die Nebenaufgaben (z. B. der Städtebau) auch so mit der Haupthandlung verwoben, dass man gewisse Nebenaufgaben bereits erledigt haben muss, um in der Haupthandlung weiter zu kommen. Das Spiel ist wie viele Rollenspiele in friedliche Gebiete (z. B. die Städte) und Kampfgebiete unterteilt.

### Level-System
Wenn Ark viele Gegner bezwungen hat, steigt sein Level, was ihn stärker macht und ihn seine Gegner leichter bezwingen lässt.
- Dabei erhöhen sich seine Angriffskraft, seine Verteidigung, sein Glücksfaktor und seine Vitalität.
- Die Verteilung der Punkte auf diese Attribute erfolgt automatisch. Sie können nicht, wie in vielen Rollenspielen üblich, selbst verteilt werden.
- Die Angriffskraft erhöht den Schaden, der dem Gegner pro Treffer zugefügt wird.
- Die Verteidigung senkt den durch die Gegner pro Treffer zu erleidenden Schaden.
- Der Glücksfaktor erhöht die Chance auf einen besonders starken Treffer.
- Die Vitalität bestimmt die Höhe der Kraftpunkte.
- Die Kraftpunkte werden abgezogen, wenn der Spieler vom Gegner getroffen wird. Wenn er alle Kraftpunkte verloren hat, fällt er um und erwacht dort, wo der Spielfortschritt zuletzt gespeichert wurde.

### Waffen und Rüstungen
Ark kämpft mit Speeren, von denen er 25 unterschiedlich starke Exemplare finden oder kaufen kann. Zur Reduktion des Schadens durch gegnerische Angriffe stehen ihm Rüstungen zur Verfügung, von denen er auch 25 finden oder kaufen kann und die unterschiedliche Stärken und Boni haben. Er erlernt Magie, mit der er sich heilen, stärken und die er zum Kampf einsetzen kann.

### Gegner und Kampf
Zu den Gegnern im Spiel zählen unter anderem Dämonen, Monster, Gespenster, Zombies und Roboter.
Oft hinterlassen besiegte Gegner Geld, von welchem zum Beispiel neue Waffen und Rüstungen gekauft werden können.
Ark kann mit seinen Speeren, neben dem normalen Angriff, vier verschiedene Techniken anwenden. Eine davon ist der so genannte Blitzstich, bei dem er rennt und die Waffe nach vorne schnellen lässt. Dieser Angriff ist besonders effektiv gegen schnelle Gegner. Beim Amoklauf schleudert er seinen Speer wie wild um sich, was sich gut im Kampf gegen viele kleine vereinzelte Gegner anwenden lässt. Beim Einsatz der Wirbelklinge springt Ark und dreht seine Waffe gleichzeitig um sich, sodass fliegende Gegner besonders hart getroffen werden. Beim Funkenpflug schließlich rennt er, springt und reibt die Waffe am Boden, was besonders gegen große und schwere Gegner hilft. Außerdem kann er seine Waffe auch als Schutzschild gegen Geschosse benutzen. Die Kämpfe laufen wie bei Action-Adventures üblich in Echtzeit ab (anstatt rundenbasiert, wie eher für Rollenspiele typisch).

### Verweise auf die Realität
Im Spiel trifft man wiederholt auf Anspielungen auf reale historische Ereignisse oder Folklore. Die Städte und Gegenden in der Oberwelt haben durchgehend reale Vorbilder, wie z. B. Lhasa, Luran (Loulan) und Storkolm (Stockholm).
Auch die Charaktere sind oft an historische Persönlichkeiten angelehnt.
Wissenschaftler und Entdecker:
- In Luran trifft man erstmals den Forscher Hedi, der die Wüstenstadt besucht (Sven Hedin).
- Es gibt einen Ökonomen namens Heinz (Vermutlich an John Maynard Keynes angelehnt).
- Kolumbo reist mit dem Protagonist nach Amerika (Christoph Kolumbus).
- Man hilft Sam bei der Erfindung des Telefons (im engl. Bell – Alexander Graham Bell).
- Auch John braucht Hilfe bei Experimenten mit Glühbirnen (im engl. Eddy – Thomas Alva Edison).
- Will erfindet das Flugzeug (Wilbur Wright).

Künstler:
- Es gibt einen Maler namens Matis (Henri Matisse).
- Ein Einwohner Loires namens Louis Trinker verweist auf den Bergsteiger und Schauspieler Luis Trenker.

Mythologie, Legende und Religion:
- Ein weiser Mann in Lhasa heißt Kumari.
- Der Name des Endgegners Ragnara stammt wahrscheinlich von der nordischen Sage Ragnarök, die den Kampf der Götter beschreibt.
- Im Gefängnis von Schloss Loire kann man den Dieb Rob Wood (Robin Hood) befreien, der von den Reichen stiehlt, um es den Armen zu geben.

## Adaptionen und Soundtrack
In Japan erschienen 1996 zum Spiel zwei Romane: Tenchi Sōzō – Light in the darkness (天地創造 – Light in the darkness; ISBN 4-87025-864-1) von Saori Kumi bei Enix, sowie Tenchi Sōzō (ISBN 4-89366-456-5) von Norio Nakai bei Aspects Spieleroman-Imprint Logout Bōken Bunko. Bei Enix erschien zudem das Spielbuch Gamebook Tenchi Sōzō (ゲームブック天地創造; ISBN 4-87025-904-4). Daneben wurde das Spiel als Manga adaptiert. Dieser erschien in Enix’ Manga-Magazin Gekkan G Fantasy und wurde von Mamiko Yasaka gezeichnet. Die Kapitel wurden zudem in zwei Sammelbänden (Tankōbon; ISBN 4-87025-569-3 und ISBN 4-87025-581-2) veröffentlicht. Der Soundtrack zum Spiel mit 33 Titeln erschien zeitgleich zum Spiel unter dem Titel Tenchi Sōzō Creative Soundtracks (Katalognummer KTCR-1344) bei Kitty Films Plattenlabel Kitty Records.

## Rezeption
Terranigma erhielt in der deutschen Presse im Durchschnitt gute Bewertungen.
Die Zeitschrift Video Games bewertete das Spiel in der Ausgabe 2/1997 mit 85 %,
während die Zeitschrift Mega Fun in der Ausgabe 2/1997 80 % vergab.
Die Mega Fun zog allerdings Punkte ab, da der beiliegende Spieleberater die Lösungen zu vieler Rätsel beinhalte und dieses den Spielspaß drücke.
Die Zeitschrift Total! vergab die Schulnote 2+.
Positiv empfanden die Tester zum Beispiel die abwechslungsreichen Schauplätze und die spannende Story, während unter anderem der moderate Schwierigkeitsgrad kritisiert wurde.